# Список країн за виробництвом бісмуту
Список країн за виробництвом вісмуту в 2006 засновано на даних Британської геологічної служби, перевірених в червні 2008.
| Позиція | Країна    | Виробництво (тонни) |
| ------- | --------- | ------------------- |
|         | Весь світ | 5,200               |
| 1       | КНР       | 1,900               |
| 2       | Мексика   | 1,186               |
| 3       | Перу      | 1,081               |
| 4       | Японія    | 425                 |
| 5       | Канада    | 222                 |
| 6       | Болівія   | 155                 |
| 7       | Австралія | 100                 |
| 8       | Росія     | 50                  |
| 9       | Румунія   | 40                  |
| 10      | Болгарія  | 40                  |

| Rank | Country/Region | Виробництво бісмуту (tonnes) |
| ---- | -------------- | ---------------------------- |
|      | Світ           | 14,000                       |
| 1    | Китай          | 11,000                       |
| 2    | В'єтнам        | 2,000                        |
| 3    | Мексика        | 540                          |
| 4    | Японія         | 430                          |
| 5    | Казахстан      | 140                          |
| 6    | Канада         | 25                           |
| 7    | Росія          | 4                            |